# انتخابات پارلمانی مونته‌نگرو (۲۰۱۶)
انتخابات پارلمانی مونته‌نگرو در ۱۶ اکتبر ۲۰۱۶ برگزار شد.

## روش
همهٔ ۸۱ کرسی پارلمان مونته‌نگرو تحت یک حوزهٔ سراسری با روش تناسبی از میان فهرست‌های بسته به انتخاب گذاشته می‌شوند. کرسی‌ها با روش هوندت با حد نصاب ۳٪ اختصاص می‌یابند. با این حال برای گروه‌های اقلیت که دست‌کم ۱۵٪ جمعیت را در یک منطقه تشکیل می‌دهند استثنایی قائل شده‌اند، به این شکل که در صورتی که فهرست آن‌ها نتواند حد نصاب انتخاباتی ۳٪ را به دست آورد، حد نصاب ۰٫۷٪ برای آن‌ها در نظر گرفته خواهد شد. برای اقلیت کرووات، در صورتی که هیچ‌کدام از فهرست‌های آن‌ها نتواند از ۰٫۷٪ عبور کند، به فهرستی که بیشترین آرا را به دست آورده باشد به شرط کسب ۰٫۳۵٪ از آرا، یک کرسی اختصاص می‌یابد.

## اجرا
حزب دموکراتیک صرب (DSS) در ۳۱ اوت ۲۰۱۶ تصمیم به امضای ائتلاف با جبههٔ دموکراتیک کرد. حزب منتهی‌الیه چپ به نام حزب کمونیست یوگوسلاو (JKP) و حزب دست راستی اتحاد (DSJ) نیز همین کار را کردند.
حزب سوسیالیست مردم (SNP)، جنبش متحد اصلاح (URA) و دموس توافق کردند تا پیش از انتخابات یک ائتلاف به نام ائتلاف کلیدی به رهبری میودراگ لکیچ ایجاد کنند.
حزب دموکراتیک سوسیالیست‌ها (DPS) در ۸ سپتامبر ۲۰۱۶ تصمیمی گرفت به شکل مستقل وارد انتخابات شود. با این حال آن‌ها دو نماینده از حزب لیبرال در فهرست خود گنجاندند.

## فهرست‌های انتخاباتی
| ردیف | نام فهرست                                                        | رهبر              | توضیحات |
| ---- | ---------------------------------------------------------------- | ----------------- | ------- |
| ۱    | آلبانیایی‌های مصمم - FORCA، DUA، AA                               | گنتسی نیمانبگو    | اقلیت   |
| ۲    | SDP - رانکو کریووکاپیچ - کشور برای همه!                          | رانکو کریووکاپیچ  |         |
| ۳    | ائتلاف آلبانیایی با یک هدف، DS, GI and چشم‌انداز                  | گزیم حاجدیناگا    | اقلیت   |
| ۴    | آلترناتیو مونته‌نگرو                                              | وسکو پژاک         |         |
| ۵    | مونته‌نگرو مثبت - دارکو پاجوویچ - زیرا ما مونته‌نگرو را دوست داریم | دارکو پاجوویچ     |         |
| ۶    | گام ایمن! DPS - میلو جوکانوویچ                                   | میلو جوکانوویچ    |         |
| ۷    | حرکت مدنی کرووات - HGI از دل                                     | آدریان ووکسانوویچ | اقلیت   |
| ۸    | آقای الکسا بچیچی - دموکرات‌ها - پیروزی، نه به تفرقه!              | الکسا بچیچی       |         |
| ۹    | ائتلاف کلیدی - دموس, SNP, URA - بهترین برای مونته‌نگرو!           | میودراگ لکیچ      |         |
| ۱۰   | حزب صرب - پروفسور دکتر میلووان ژیوکوویچ                          | میلووان ژیوکوویچ  |         |
| ۱۱   | حزب مستمری‌بگیران، معلولان و عدالت اجتماعی                        | اسمایو شابوتیچ    |         |
| ۱۲   | فهرست ائتلاف دموکراتیک آلبانیایی‌ها                               | نیکولا کامای      | اقلیت   |
| ۱۳   | جبهه دموکراتیک - یا ما، یا او                                    | آندریا ماندیچ     |         |
| ۱۴   | حزب بوسنیاک - رفعت حوسوویچ - نیروی ما                            | اروین ابراهیموویچ | اقلیت   |
| ۱۵   | جامعهٔ دموکراتیک بوسنیایی‌ها در مونته‌نگرو - حازبیا کالاچ           | حازبیا کالاچ      | اقلیت   |
| ۱۶   | سوسیال دموکرات‌های مونته‌نگرو - یکپارچه                            | ایوان برایوویچ    |         |
| ۱۷   | حزب صرب‌های رادیکال - مونته‌نگرو در دستان امن.                     | الکساندر یانکوویچ |         |

## نظرسنجی‌ها
نظرسنجی‌ها به ترتیب نوترین به کهنه‌ترین چیده شده‌اند.
| تاریخ                                             | منبع/مؤسسه نظرسنجی | DPS  | SDP  | DF   | ائتلاف کلیدی | ائتلاف کلیدی | ائتلاف کلیدی | DCG        | SD         | PCG | BS   | دیگران | پیش  |
| ------------------------------------------------- | ------------------ | ---- | ---- | ---- | ------------ | ------------ | ------------ | ---------- | ---------- | --- | ---- | ------ | ---- |
| تاریخ                                             | منبع/مؤسسه نظرسنجی |      |      |      |              |              |              |            |            |     |      | دیگران | پیش  |
| سپتامبر ۲۰۱۶                                      | کِلیوچ              | ۳۷٫۲ | ۴٫۱  | ۱۴٫۳ | ۲۲٫۷         | ۲۲٫۷         | ۲۲٫۷         | ۷٫۱        | ۲٫۲        | ۰٫۸ | ۲٫۸  | ۸٫۸    | ۱۴٫۵ |
| ۳۱ اوت، SNP، URA و دموس تصمیم گرفتند ائتلاف کنند. |                    |      |      |      |              |              |              |            |            |     |      |        |      |
| تاریخ                                             | منبع/مؤسسه نظرسنجی | DPS  | SDP  | DF   | SNP          | دموس         | URA          | DCG        | SD         | PCG | BS   | دیگران | پیش  |
| تاریخ                                             | منبع/مؤسسه نظرسنجی |      |      |      |              |              |              |            |            |     |      | دیگران | پیش  |
| ۲۱–۸ ژوئن ۲۰۱۶                                    | سِدِم                | ۴۳٫۱ | ۴٫۲  | ۱۱٫۱ | ۸٫۸          | ۱۰٫۳         | ۴٫۱          | ۷٫۲        | ۲٫۴        | ۲٫۲ | ۳٫۸  | ۲٫۸    | ۳۲   |
| ۲۹ مه–۵ ژوئن ۲۰۱۶                                 | ان‌اس‌پی‌ام           | ۲۹٫۲ | ۳٫۱  | ۲۲٫۱ | ۶٫۱          | ۵            | ۲٫۴          | ۵          | ۱٫۸        |     | ۳٫۸  | ۵٫۱    | ۱۶٫۹ |
| آوریل ۲۰۱۶                                        | ایپسوس             | ۴۵   | ۶    | ۸    | ۶            | ۱۵           | ۴            | ۷          |            | ۲   | ۲    | ۵      | ۳۰   |
| ۲۲ فوریه ۲۰۱۶                                     | دامار              | ۴۰٫۹ | ۴٫۳  | ۱۱٫۹ | ۶٫۴          | ۱۲٫۲         | ۶٫۱          | ۶٫۸        | ۲٫۲        | ۱٫۹ | ۳٫۶  | ۳٫۷    | ۲۸٫۷ |
| ۱۸–۹ دسامبر ۲۰۱۵                                  | ایپسوس             | ۴۵   | ۴    | ۸    | ۶            | ۱۳           | ۸            | ۶          |            | ۲   | ۲    | ۶      | ۳۲   |
| ۱۹–۱۴ نوامبر ۲۰۱۵                                 | دامار              | ۴۱٫۷ | ۴    | ۱۱٫۵ | ۶٫۴          | ۱۱٫۴         | ۴            | ۷٫۴        | ۲٫۴        | ۳   | ۴٫۵  | ۳٫۷    | ۳۰٫۲ |
| ۳۰ اکتبر–۸ نوامبر ۲۰۱۵                            | سِدِم                | ۴۵٫۱ | ۴٫۶  | ۸٫۷  | ۹٫۱          | ۱۰٫۲         | ۴٫۲          | ۶٫۷        | ۲٫۵        | ۱٫۸ | ۳٫۳  | ۳٫۸    | ۳۴٫۹ |
| ۱۶–۸ اکتبر ۲۰۱۵                                   | ایپسوس             | ۴۵   | ۴    | ۸    | ۷            | ۱۳           | ۷            | ۶          | ۱          | ۱   | ۳    | ۵      | ۳۲   |
| ۶–۱ سپتامبر ۲۰۱۵                                  | دامار              | ۴۰٫۳ | ۳٫۸  | ۹٫۴  | ۶٫۹          | ۱۰٫۲         | ۳٫۵          | ۱۰٫۱       | ۲٫۴        | ۳٫۶ | ۵    | ۴٫۸    | ۳۰٫۱ |
| ۲۴–۱۲ ژوئیه ۲۰۱۵                                  | سِدِم                | ۴۲٫۷ | ۵٫۲  | ۵٫۸  | ۸٫۵          | ۱۴٫۴         | ۵٫۵          | ۹٫۲        | ۲٫۲        | ۱٫۶ | ۲٫۱  | ۲٫۸    | ۲۸٫۳ |
| ۵ مه ۲۰۱۵                                         | ایپسوس             | ۴۲   | ۳    | ۷    | ۷            | ۱۶           | ۵            | ۷          |            | ۲٫۹ | ۳    | ۷٫۱    | ۲۶   |
| ۱۴ اکتبر ۲۰۱۲                                     | انتخابات پارلمانی  | ۴۵٫۶ | ۴۵٫۶ | ۲۲٫۸ | ۱۱٫۱         | وجود نداشت   | وجود نداشت   | وجود نداشت | وجود نداشت | ۸٫۲ | ۴٫۱۷ | ۸٫۱    | ۲۲٫۸ |

## نتایج
| احزاب                                     | آرا     | ٪     | کرسی‌ها | +/– |
| ----------------------------------------- | ------- | ----- | ------ | --- |
| حزب دموکراتیک سوسیالیست‌های مونته‌نگرو      | ۱۵۸٬۳۰۱ | ۴۱٫۴۲ | ۳۶     | +۵  |
| جبهه دموکراتیک مونته‌نگرو                  | ۷۷٬۴۹۱  | ۲۰٫۲۷ | ۱۸     | –۲  |
| ائتلاف کلیدی                              | ۴۲٬۲۷۱  | ۱۱٫۰۶ | ۹      | ۰   |
| مونته‌نگرو دموکراتیک                       | ۳۸٬۱۸۳  | ۹٫۹۹  | ۸      | نو  |
| حزب سوسیال دموکراتیک مونته‌نگرو            | ۱۹٬۹۹۷  | ۵٫۲۳  | ۴      | –۲  |
| سوسیال دموکرات‌های مونته‌نگرو               | ۱۲٬۴۴۷  | ۳٫۲۶  | ۲      | نو  |
| حزب بوسنیاک                               | ۱۲٬۲۳۶  | ۳٫۲۰  | ۲      | –۱  |
| مونته‌نگرو مثبت                            | ۵٬۰۵۸   | ۱٫۳۲  | ۰      | –۷  |
| آلبانی‌های مصمم                            | ۴٬۸۳۹   | ۱٫۲۷  | ۱      | ۰   |
| ائتلاف آلبانیایی                          | ۳٬۳۸۸   | ۰٫۸۹  | ۰      | ۰   |
| حرکت مدنی کرووات                          | ۱٬۸۰۱   | ۰٫۴۷  | ۱      | ۰   |
| ائتلاف دموکراتیک آلبانیایی‌ها              | ۱٬۵۴۲   | ۰٫۴۰  | ۰      | نو  |
| حزب صرب                                   | ۱٬۲۱۰   | ۰٫۳۲  | ۰      | نو  |
| جامعه دموکراتیک بوسنیایی                  | ۱٬۱۴۰   | ۰٫۳۰  | ۰      | نو  |
| آلترناتیو مونته‌نگرو                       | ۸۷۷     | ۰٫۲۳  | ۰      | نو  |
| حزب مستمری‌بگیران، معلولان و عدالت اجتماعی | ۷۷۴     | ۰٫۲۰  | ۰      | ۰   |
| حزب دموکراتیک صرب مونته‌نگرو               | ۶۹۰     | ۰٫۱۸  | ۰      | ۰   |
| آرای سفید/باطله                           | ۵٬۵۱۹   | –     | –      | –   |
| مجموع                                     | ۳۸۷٬۷۶۴ | ۱۰۰   | ۸۱     | ۰   |
| رأی‌دهندگان نام‌نویسی‌شده/مشارکت             | ۵۲۸٬۸۱۷ | ۷۳٫۳۳ | –      | –   |
| منبع: DIK                                 |         |       |        |     |

| سهم آرا | سهم آرا | سهم آرا | سهم آرا | سهم آرا |
| ------- | ------- | ------- | ------- | ------- |
|         |         |         |         |         |
| DPS     | DPS     |         | ۴۱٫۴۲٪  | ۴۱٫۴۲٪  |
| DF      | DF      |         | ۲۰٫۲۷٪  | ۲۰٫۲۷٪  |
| KEY     | KEY     |         | ۱۱٫۰۶٪  | ۱۱٫۰۶٪  |
| DCG     | DCG     |         | ۹٫۹۹٪   | ۹٫۹۹٪   |
| SDP     | SDP     |         | ۵٫۲۳٪   | ۵٫۲۳٪   |
| SD      | SD      |         | ۳٫۲۶٪   | ۳٫۲۶٪   |
| BS      | BS      |         | ۳٫۲۰٪   | ۳٫۲۰٪   |
| دیگران  | دیگران  |         | ۵٫۵۷٪   | ۵٫۵۷٪   |